# Pettersberg, Västerås
Pettersberg är en  stadsdel i det administrativa bostadsområdet Jakobsberg-Pettersberg i Västerås. Området är ett bostadsområde som ligger söder om Vallby och söder om E18.
Pettersberg är ett bostadsområde med höghus, lägenheter och friliggande villor. Det finns en livsmedelsaffär, en kyrka: Ansgarskyrkan, och skolor: Trollbackaskolan och Pettersbergsskolan.
Området avgränsas av E18 i norr och från Vallbymotet: Vallbyleden söderut, västerut där Drottninggatan börjar, söderut mellan Jakobsgatan och Drottninggatan, västerut mot Trollbacken, söderut till Omvägen, västerut genom grönområdet till Narvavägen sedan norrut till E18.
Området gränsar i norr över E18 till Sörängen, i nordost till Trumslagarbacken, österut mot Jakobsberg och söderut mot Ormberget och Vetterslund och västerut mot Råby.